# Ніа Коррейя
Ніа Коррейя (ісп. Nía Correia; нар. 2 січня 1994, Лас-Пальмас-де-Гран-Канарія, Іспанія) — іспанська співачка та актриса. 

## Біографія
Естефанія Коррейя народилася 2 січня 1994 року в Лас-Пальмас-де-Гран-Канарія. Співала у хорі філармонічного оркестру Гран-Канарії. У 2020 році Коррейя стала переможницею Operación Triunfo.

## Дискографія
- EP: Cuídate (2021)[3][4]

## Нагороди
- Переможниця Operación Triunfo (2020)